# Rodigo
Rodigo (lombardul: Ròdegh) település Olaszországban, Lombardia régióban, Mantova megyében. Lakosainak száma 5184 fő (2023. január 1.). Rodigo Ceresara, Gazoldo degli Ippoliti, Porto Mantovano, Castellucchio, Curtatone és Goito községekkel határos.

## Népesség
A település lakossága az elmúlt években az alábbi módon változott:
| Lakosok száma | 5281 | 5272 | 5184 |
|               | 2017 | 2018 | 2023 |